# Cazaclia
Cazaclia (in gagauzo Kazayak, in russo Kazaklija – Казаклия) è un comune della Moldavia situato nella Gagauzia di 7.043 abitanti al censimento del 2004.

## Società

### Evoluzione demografica
In base ai dati del censimento, la popolazione è così divisa dal punto di vista etnico:
| Etnia       | Abitanti | %     |
| ----------- | -------- | ----- |
| Moldavi     | 56       | 0,80  |
| Ucraini     | 36       | 0,51  |
| Russi       | 53       | 0,75  |
| Gagauzi     | 6.796    | 96,49 |
| Bulgari     | 68       | 0,96  |
| Rumeni      | 0        | 0     |
| Altre etnie | 34       | 0,48  |